# Torquay, Queensland
Torquay är en del av en befolkad plats i Australien. Den ligger i kommunen Fraser Coast och delstaten Queensland, omkring 240 kilometer norr om delstatshuvudstaden Brisbane.
Närmaste större samhälle är Urangan, nära Torquay. 
Genomsnittlig årsnederbörd är 1 350 millimeter. Den regnigaste månaden är mars, med i genomsnitt 291 mm nederbörd, och den torraste är september, med 21 mm nederbörd.